# Faro del Cabo Tortosa
El faro del Cabo Tortosa es un faro situado en el cabo de Tortosa, en la localidad de Sant Jaume d'Enveja, en la provincia de Tarragona, Cataluña, España. Está en el extremo del delta del Ebro, en el Parque natural del Delta del Ebro. Está gestionado por la autoridad portuaria de Tarragona.

## Historia
Comenzó a funcionar sobre una torre provisional en 1860, pero fue sustituida en 1864 por una estructura de hierro.